# 웨이허

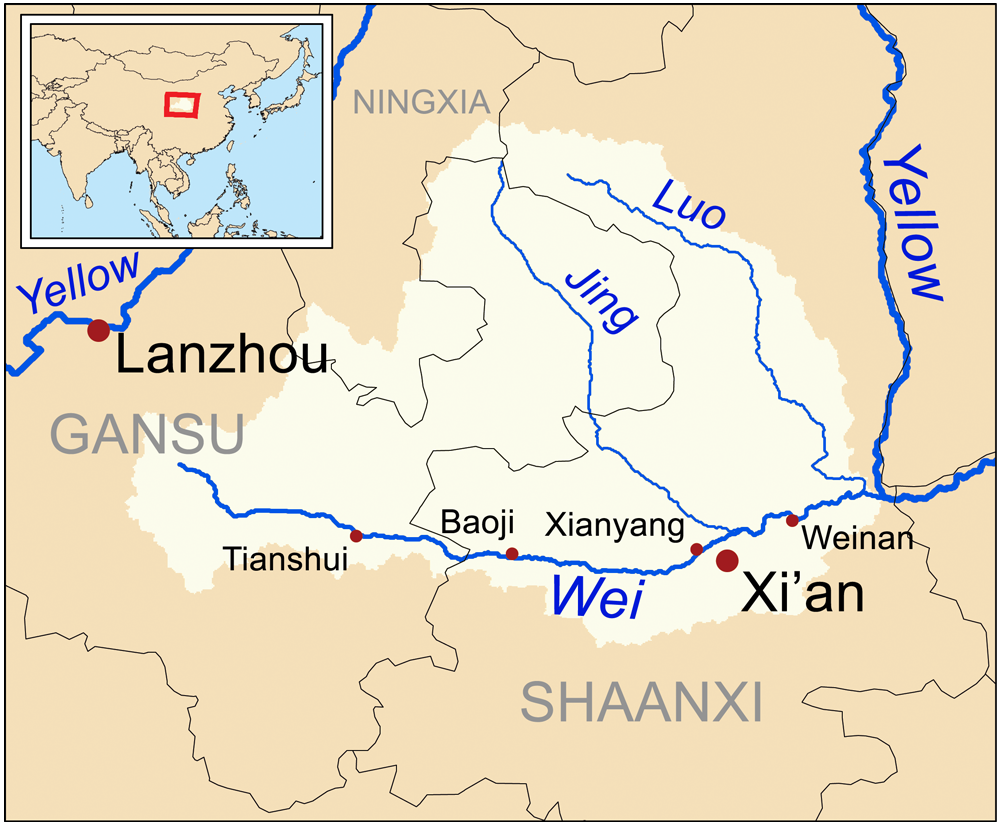
웨이허 유역의 지도

웨이허(중국어: 渭河)는 또는 웨이수이(중국어: 渭水)는 중국 황하 최대 지류이다. 중화인민공화국 간쑤성 딩시시 웨이위안현 조서산(鳥鼠山)에서 발원해 산시성 웨이난시 퉁관현을 거쳐 황하로 유입된다. 전체 길이 818km이고 총면적은 134,766km2이다. 유역은 간쑤, 닝샤, 섬서 삼성을 지나가며, 그중 섬서가 50%를 차지하고 감숙이 44%를 차지한다.

## 같이 보기
- 산시성 (섬서성)
- 화산 (중국)
- 한강 (한수이)